# 레바
리바(Reba)는 2001년 10월 5일부터 2007년 1월 18일까지 방영된 시트콤이다.